# Карвинівка
Карви́нівка — село в Україні, у Чуднівській територіальній громаді Житомирського району, Житомирської області. Населення становить 887 осіб (2001).

## Населення

### Мова
Розподіл населення за рідною мовою за даними перепису 2001 року:
| Мова            | Кількість | Відсоток |
| --------------- | --------- | -------- |
| українська      | 862       | 97.18 %  |
| російська       | 16        | 1.80 %   |
| інші/не вказали | 9         | 1.02 %   |
| Усього          | 887       | 100 %    |

## Історія
У 1906 році — село Чуднівської волості Житомирського повіту Волинської губернії. Відстань від повітового міста 48 верст, від волості 14. Дворів 96, мешканців 567.
Село колись називалось Дриглівська Рудня. Уперше в документах датується 1781 та 1799 роками. Зокрема, у метричних книгах костелу у Чуднові згадується спочатку як слобода, а потім як село з переважаючим польським населенням. У 1911 році поселення нараховувало 104 двори, у яких проживало 558 мешканців, та набуло статус села. Після ліквідації у 1935 році Мархлевського польського національного району із села було депортовано близько 30 сімей у Казахстан та на південь України. Станом на 2021 рік в селі мешкало 677 осіб.
29 червня 1960 року рішенням ЖОВК № 683 «Про об'єднання деяких населених пунктів в районах області» в зв'язку із зселенням хуторів і фактичним злиттям окремих поселень об'єднано хутір Дриглів з селом Карвинівка Карвинівської сільської ради.
12 червня 2020 року, відповідно до розпорядження Кабінету Міністрів України № 711-р «Про визначення адміністративних центрів та затвердження територій територіальних громад Житомирської області», територію та населені пункти Карвинівської сільської ради Романівського району включено до складу Чуднівської міської територіальної громади Житомирського району Житомирської області.

## Відомі люди
- Ренькас Броніслава Мирославівна — український науковець, кандидат педагогічних наук.
- Врублевський Василь Марцельович — український письменник.